# Туамоту (язык)
Туамоту (паумоту, туамотуанский) — полинезийский язык, распространённый на островах Туамоту и Таити. Самым близким родственником туамоту является таитянский. Кроме того, процент совпадений c языком маори островов Кука — 83 %. 6700 человек говорят на языке туамоту на своей родине (архипелаге Туамоту), остальные две тысячи — на Таити.

## Диалекты
Язык туамоту имеет множество диалектов: вахиту, тапухое, напука, реао, фангатау (тупитимоаке), парата (путахи), маранга. Некоторые исследователи, например, Бэнгт Дениелссон не только выделяют другие диалекты (рароиа, пукаруа), но и считают их самостоятельными языками.